# جون دبليو. رايموند
جون دبليو. رايموند (بالإنجليزية: John W. Raymond)‏ هو ضابط أمريكي، ولد في 1962 في الولايات المتحدة.